# 長野県道285号湯の原荒町線
長野県道285号湯の原荒町線（ながのけんどう285ごう ゆのはらあらまちせん）は、長野県松本市を走る一般県道。

## 通過する自治体
- 松本市

## 接続・交差する道路
- 長野県道284号惣社岡田線
- 長野県道67号松本和田線

## 周辺
- 美ヶ原温泉